# مينه بيسل
مينه بيسل (بالإنجليزية: Mina Bissell) (بالفارسية: مینا بیسل) هي عالمة أحياء خلوية وأحيائية وعالمة كيمياء حيوية ومخترِعة أمريكية وإيرانية، ولدت في 1940 في طهران في إيران.